# Blaze (film)
Blaze − amerykański film biograficzny z 1989 roku na podstawie książki Blaze Starr i Huey Perry'ego o romansie gubernatora Luizjany, Earla K. Longa ze striptizerką Blaze Starr.

## Główne role
- Paul Newman − Earl K. Long
- Lolita Davidovich − Blaze Starr
- Jerry Hardin − Thibodeaux
- Gailard Sartain − LaGrange
- Jeffrey DeMunn − Eldon Tuck
- Garland Bunting − Doc Ferriday
- Richard Jenkins − Picayune

i inni

## Nagrody i nominacje
Oscary za rok 1989
- Najlepsze zdjęcia − Haskell Wexler (nominacja)